# Jörg Drehmel
Jörg Drehmel, född den 3 april 1945 i Trantow, Tyskland, är en östtysk friidrottare inom trestegshoppning.
Han blev Europamästare 1971, och tog OS-silver i trestegstävlingen vid friidrottstävlingarna 1972 i München. 